# Джек Торранс
Джон Дэниел Эдвард «Джек» Торранс (англ. John Daniel Edward «Jack» Torrance) — главный антагонист романа ужасов «Сияние» американского писателя Стивена Кинга. Был сыгран Джеком Николсоном в культовом фильме Стэнли Кубрика, Стивеном Уэбером в мини-сериале 1997 года и Генри Томасом в фильме «Доктор Сон» 2019 года.
В американском институте киноискусства так понравилось исполнение Николсона, что он занял 25-е место в списке 100 лучших героев и злодеев.

## Биография в романе
Джек вырос в Комптоне, Штат Калифорния, в семье хронического алкоголика. Он 30-летний писатель и бывший школьный учитель, у Джека есть жена Венди и сын Дэнни. Алкоголизм и взрывной характер лишили Джека Торранса работы (один из учеников проколол шины его автомобиля, и Джек, застав его за этим делом, избил подростка). Также взрывной характер проявлялся по отношению к семье: когда Дэнни было три года, пьяный Джек толкнул его, и тот сломал руку, после чего Джек был вынужден завязать со спиртным.
Спустя время семья Торрансов переезжают в Боулдер, Джеку приходится перебиваться на мелких заработках, после чего он решается на работу смотрителя горного отеля «Оверлук» на зиму, чтобы привести в порядок дела и написать свою пьесу. Один из друзей Джека обещал вернуть ему должность учителя. В уединённом отеле происходят странные вещи, вскоре Джек видит «Хозяина отеля», тот требует отдать ему сына Торранса.
Дэнни имеет дар ясновиденья, и отелю дар может очень понадобиться. Отношения между семьёй и Джеком начинают накаляться, после чего медленно, но верно он сходит с ума. Желание к выпивке становится всё сильнее и сильнее. Джек начинает скандалы на пустом месте, после нападает на Венди, та запирает Джека в кладовой, но его выпускает «Хозяин отеля». Джек берёт клюшку для крокета, но Венди и Дэнни спасает повар Дик Холларен, который тоже обладает сиянием. Из-за того, что Джек забыл снизить давление котла в подвале — отель взрывается, и Джек погибает.

## В экранизациях
Джек Торранс страдает алкоголизмом и взрывным характером, однажды он сломал своему сыну руку во время опьянения, после чего бросает пить. Спустя время Джек вынужден работать смотрителем в горном отеле на зиму. Там он отрезан от всего мира вместе с семьёй: женой Венди и сыном Дэнни. в отеле происходят странные вещи, Джек встречает в пустом отеле «бармена Ллойда» и призрака бывшего смотрителя Грейди. Оба требуют от Джека, чтобы он отдал им Дэнни, поскольку тот обладает «Сиянием». Желая выпить, Джек продаёт душу, даже не заметив этого. Венди находит листы с романом Джека, но оказалось, что на страницах написано: «Одна работа и никакого безделья, бедняга Джек не знает веселья». После Торранс берётся за топор и нападает на семью, но они убегают, Дэнни убегает и прячется в лабиринте, Джек, следуя за ним, теряется и умирает от мороза. А Венди с Дэнни уезжают подальше от отеля.
Многие критики отмечали как главный отрицательный момент, что в экранизации Кубрика Джек Торранс в исполнении Николсона с самого начала похож на безумца.

### Мини-сериал
Мини-сериал Мика Гарриса более близок к книжному оригиналу.
В 1998 году актёр Стивен Уэбер получил премию «Сатурн» лучшему телеактёру за роль Джека Торранса.

### Доктор Сон
В фильме 2019 года «Доктор Сон», снятому по одноимённому роману Стивена Кинга, нечистая сила принимает облик Джека Торранса и представляется барменом Ллойдом. Джек предлагает выпить виски своему сыну Дэнни, за которое в фильме «Сияние» он сам продал душу. Но Дэнни отказывается.
Роль Джека Торранса в этом фильме исполнил актёр Генри Томас.

## Семья
- Его сын и жена — также ключевые персонажи романа «Сияние».
- Джеки Торранс — племянница Джека. Персонаж первого сезона телесериала «Касл-Рок» (2018). Роль исполнила актриса Джейн Леви.